# چوکیو (دوره موروماچی)
چوکیو (به ژاپنی: 長享 Chōkyō) نام یک عصر تاریخی ژاپنی بود. این عصر بعد از بونمئی و قبل از انتوکو (دوره) قرار داشت و از ژوئیه ۱۴۸۷ تا اوت ۱۴۸۴ میلادی به طول انجامید. در طی این عصر امپراتور گو-تسوتشیمیکادو امپراتور ژاپن بود.